# Gobiconodon hopsoni
Gobiconodon hopsoni és un gènere de mamífers de la família dels gobiconodòntids, dins l'ordre dels triconodonts. S'han trobat fòssils de G. hopsoni a la formació d'Oshih (Mongòlia). Era l'espècie més grossa del gènere Gobiconodon. Aquest animal visqué durant els estatges Valanginià i Hauterivià, fa uns 140–130 milions d'anys.